# Kinnekulle
Kinnekulle este o arie protejată (arie specială de conservare — SAC, sit de importanță comunitară — SCI) din Suedia întinsă pe o suprafață de 7.134 ha, integral pe uscat.

## Localizare
Centrul sitului Kinnekulle este situat la coordonatele 58°34′24″N 13°23′10″E / 58.5732°N 13.3861°E.

## Înființare
Situl Kinnekulle a fost declarat sit de importanță comunitară în decembrie 1995 pentru a proteja 3 specii de plante și 3 specii de animale. Situl a fost protejat și ca arie specială de conservare în martie 2011.

## Biodiversitate
Situată în ecoregiunea boreală, aria protejată conține 16 habitate naturale: Pajiști fino-scandinave uscate până la mezice, bogate în specii de altitudine mică, Păduri caducifoliate bătrâne naturale hemiboreale fino-scandinave (Quercus, Tilia, Acer, Fraxinus sau Ulmus) bogate în specii epifite, Păduri fino-scandinave bogate în ierburi cu Picea abies, Izvoare petrifiante cu formare de travertin (Cratoneurion), Pajiști cu Molinia pe soluri calcaroase, turboase sau argilos-nămoloase (Molinion caeruleae), Alvar nordic și șisturi calcaroase precambriene, Pășuni din zone de pădure fino-scandinave, Pajiști din zone de pădure fino-scandinave, Taiga vestică, Păduri caducifoliate de mlaștină fino-scandinave, Formațiuni de Juniperus communis pe lande sau pajiști calcaroase, Pajiști uscate seminaturale și facies de acoperire cu tufișuri pe substraturi calcaroase (Festuco-Brometalia) (* situri importante pentru orhidee), Păduri pe pante, grohotișuri și ravene de Tilio-Acerion, Pajiști carstice calcaroase sau bazofile, de Alysso-Sedion albi, Mlaștini alcaline, Fânețe de joasă altitudine (Alopecurus pratensis, Sanguisorba officinalis).
La baza desemnării sitului se află mai multe specii protejate:
- plante (3): Buxbaumia viridis, papucul doamnei (Cypripedium calceolus), Tortella rigens
- amfibieni (1): triton cu creastă (Triturus cristatus)
- nevertebrate (2): Osmoderma eremita, Vertigo geyeri